# TV Cidade Verde (Cuiabá)
TV Cidade Verde, también conocida como TV CV o simplemente CV, es una emisora de televisión brasileira, afiliada a la Rede Bandeirantes, con sede en Cuiabá, capital del estado de Mato Grosso.
Es una emisora de la Rede Cidade Verde con mayor abrangencia en el estado y está presente en 100% del Estado, cubriendo los 141 municipios y los 5 distritos matogrossenses
La emisora fue afiliada al Sistema Brasileiro de Televisão (SBT) durante 18 años, desde 1991 hasta el día 16 de mayo de 2009, cuando el dueño de la red, Luiz Carlos Beccari, anunció el día 15 de mayo, la afiliación con Band.

## Historia
La emisora fue inaugurada en 1991, retransmitiendo la programación de SBT directamente desde la ciudad de São Paulo.
Al mismo tiempo, instala emisoras en el interior del estado, pasando a cubrir el 40% del estado. Por eso, la emisora no se afilió de inmediato a SBT y sí a Rede Bandeirantes, pues las 12 emisoras eran afiliadas a SBT, en las mismas localidades que estaba CV.
A partir de 2004, la TV Cidade Verde se tentaba en formar la Rede Cidade Verde y ampliar la programación local, lo que generó problemas con Silvio Santos (Senor Abrameval), propietario de SBT.

## Fin de la afiliación con la SBT
El día 15 de mayo de 2009, Beccari anunció el rompimiento del contrato de 18 anos con SBT, luego de rehusarse, durante cinco años, a formar una red regional que transmitiría con exclusividad SBT en Mato Grosso. El empresario criticó el tratamiento que Silvio Santos da a sus emisoras afiliadas, como también a programación de no ser estable (sujeta a mudanzas cuando un determinado programa no da la audiencia esperada), al contrario de otras redes.
La última exhibición de imágenes de SBT fue después de la sesión de cine Tela de Sucessos, cuando pasa a ser exhibido Jornal da Noite, de Band, grabado por la emisora. Con la mudanza de canal, la TV Cidade Verde de Cuiabá se alineó con sus otras emisoras en el interior del estado.

## Afiliación con Band
En la madrugada del 16 de mayo, a las 0h45, la emisora pasó a exhibir la programación de Rede Bandeirantes, en cuanto a TV Médio Norte, se afilió a Rede 21.
El día 18 de junio, la emisora realiza una fiesta de lanzamiento oficial de la retransmisión de la señal en Mato Grosso, con 400 invitados en Cuiabá, con la presencia del gobernador del Estado Blairo Maggi y del alcalde de la capital, Wilson Santos.
En septiembre de 2009 estrena el Jornal de Mato Grosso exhibido a las 17h50, después de Brasil Urgente transmitiéndose para todo el estado.